# Arthur Ponsonby, 11th Earl of Bessborough
Arthur Ponsonby, 11th Earl of Bessborough este un om politic britanic, membru al Parlamentului European în perioada 1973-1979 din partea Regatului Unit.

## Educație și carieră
A absolvit la Școala Harrow și la Trinity College, Cambridge. Mai târziu a ajuns la rangul de căpitan în serviciul Gărzilor Welsh și a văzut acțiunea în cel de-al Doilea Război Mondial.
1. 1 2  Arthur Mountifort Longfield Ponsonby, 11th Earl of Bessborough, The Peerage, accesat în 9 octombrie 2017
2. 1 2 3 4 5 6  The Peerage